# Parotis marginata
Parotis marginata là một loài bướm đêm thuộc họ Crambidae. Nó được tìm thấy ở Đông Nam Á, bao gồm Bangladesh và Trung Quốc, cũng như Fiji, Nhật Bản và Úc, ở đó nó được tìm thấy ở Bắc Úc và Queensland.

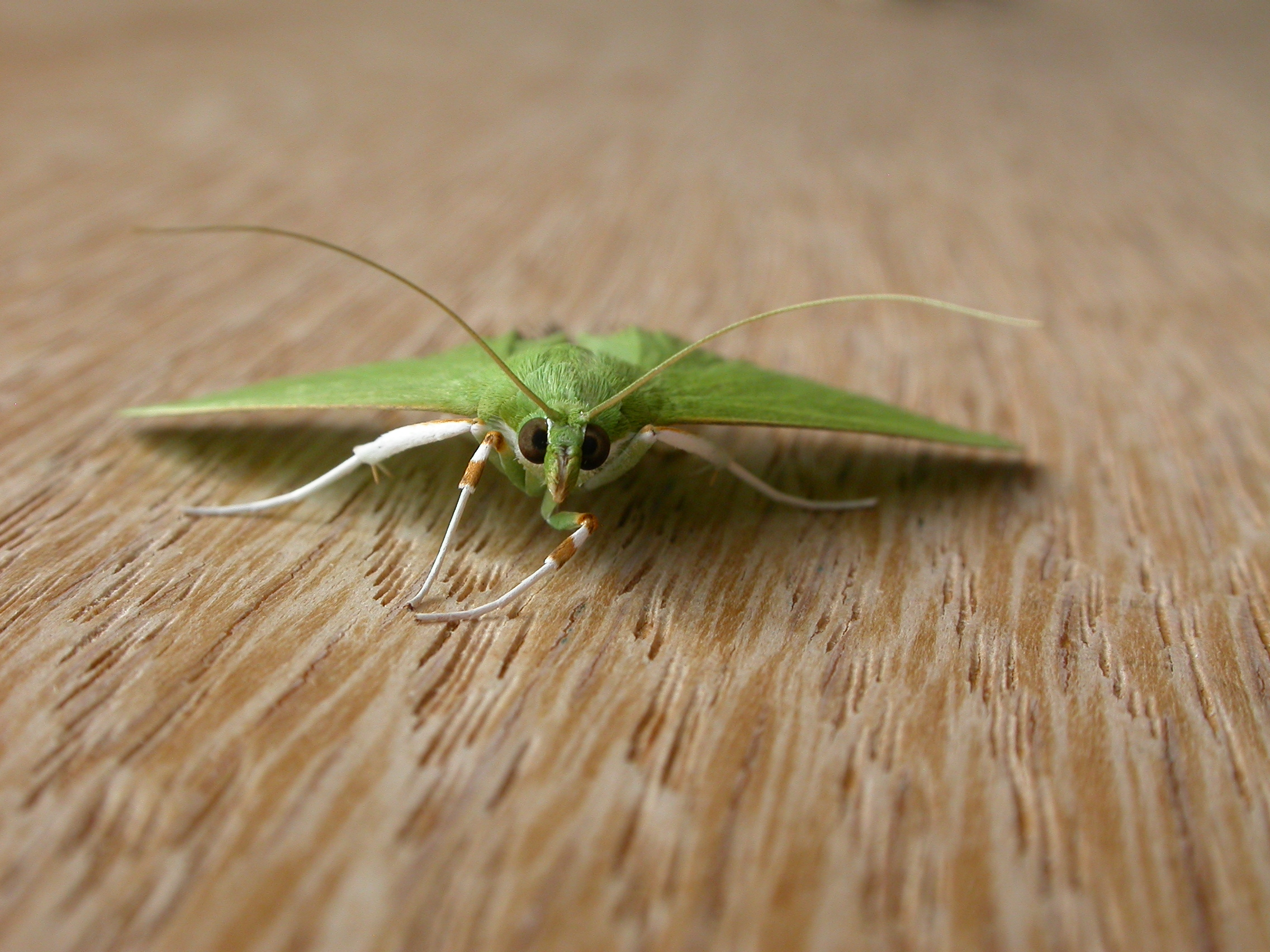

Sải cánh dài khoảng 30 mm. Chúng có màu xanh lá cây đậm với đường kẻ nâu dọc hai bên rìa cánh.
Ấu trùng ăn Alstonia scholaris, Gardenia jasminoides. 

## Hình ảnh

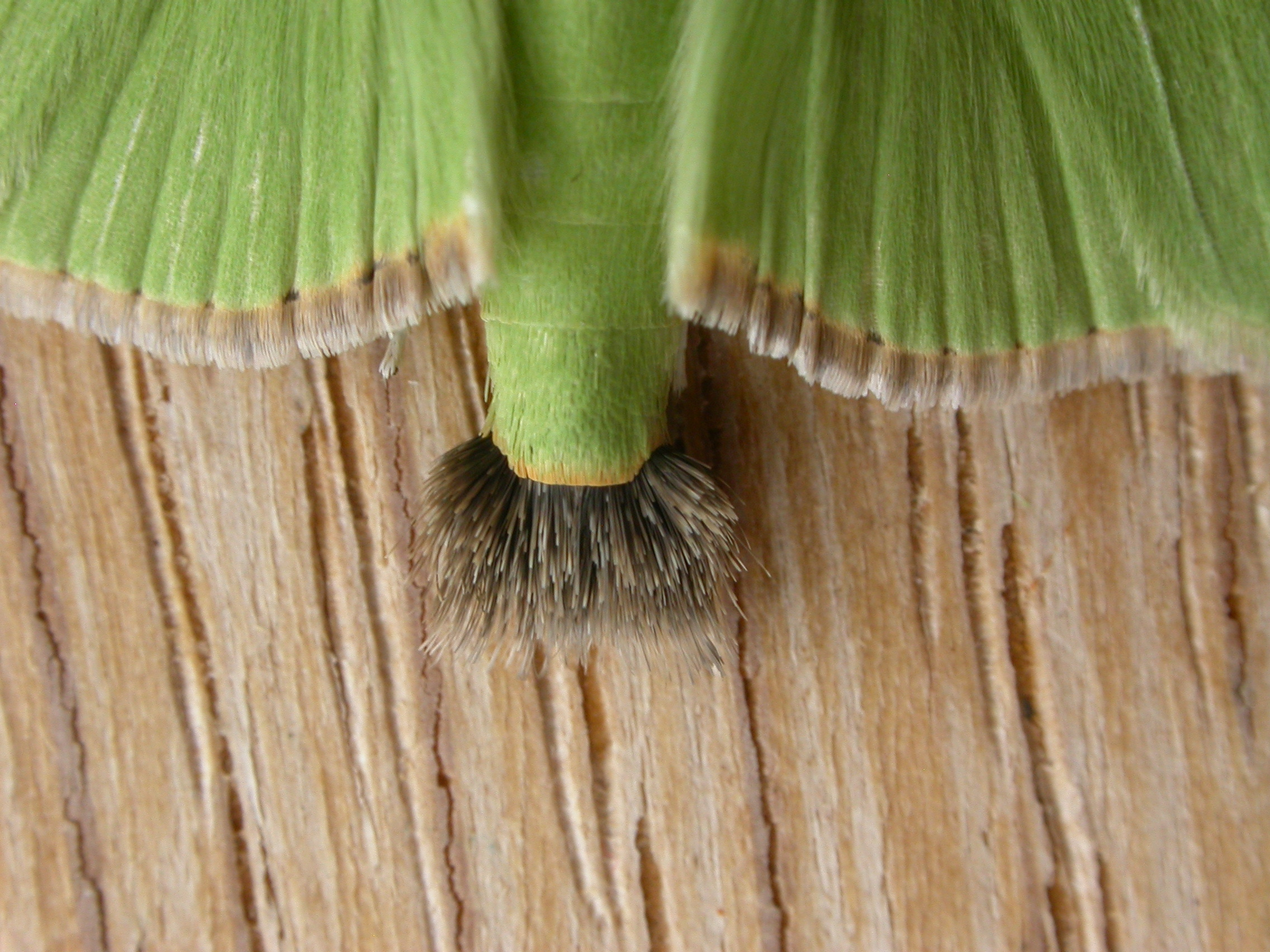
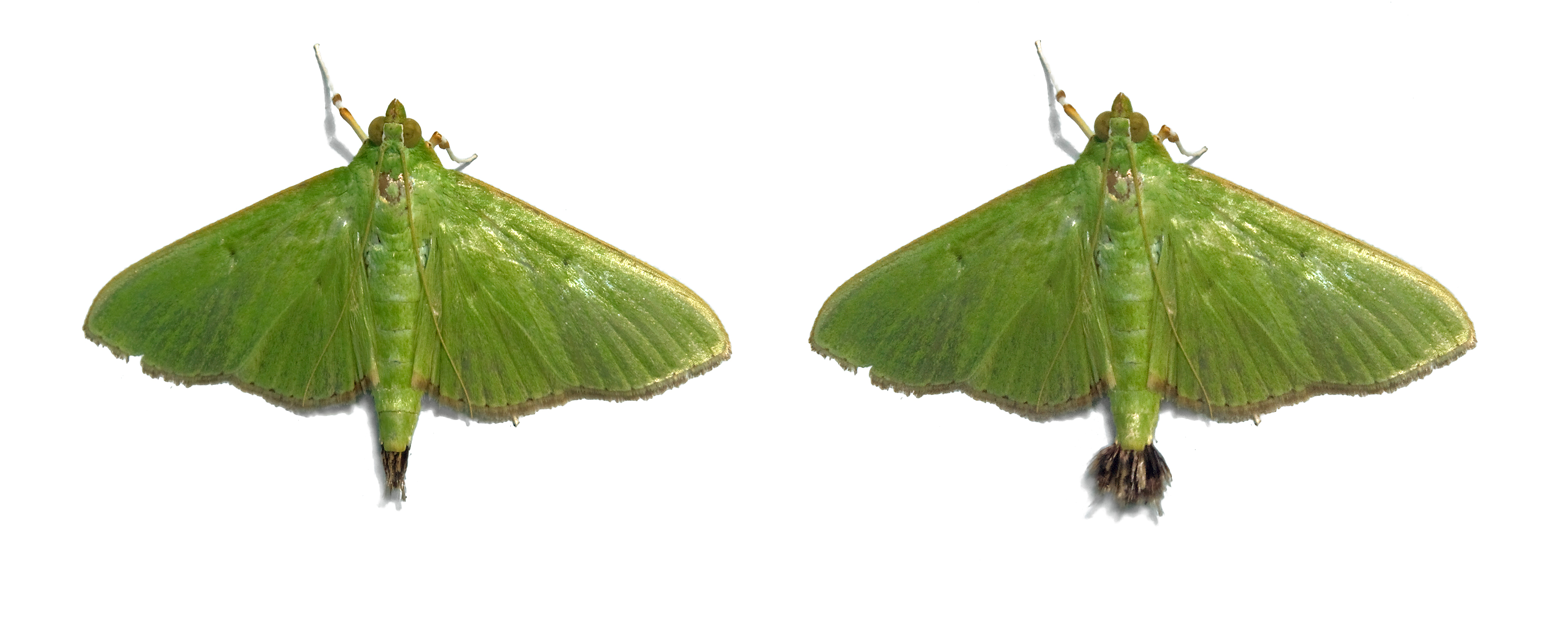
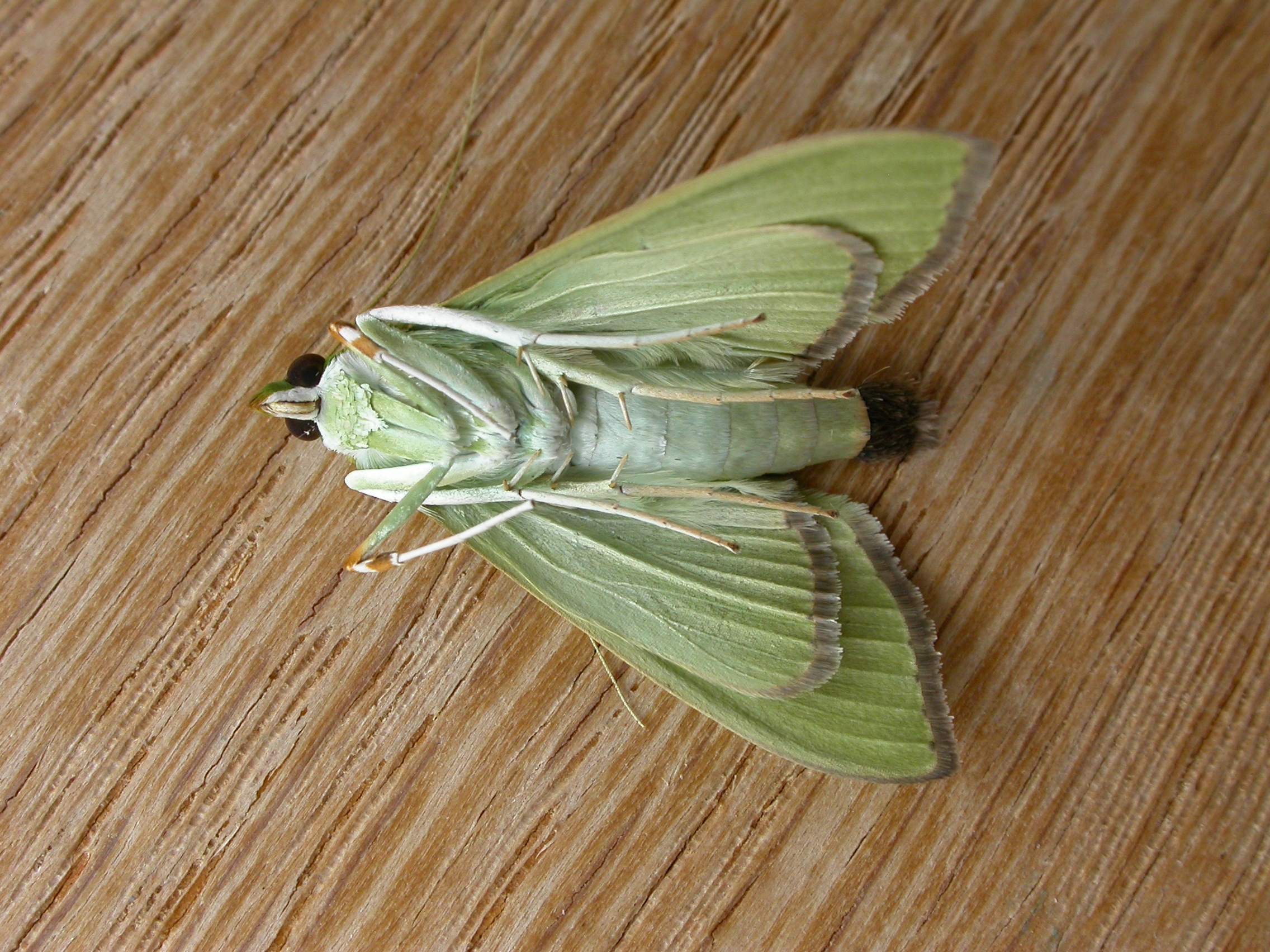